# Dick Lips
«Dick Lips» es un sencillo de la banda estadounidense de pop punk Blink-182, la canción integra su segundo álbum de estudio Dude Ranch. La canción trata de la expulsión del instituto de Tom DeLonge tras jugar un partido de baloncesto y haber chocado el auto de su padre después de haber estado bebiendo. «Dick Lips» aparece en el disco en directo The Mark, Tom, and Travis Show: The Enema Strikes Back renombrada «Rich Lips».

## Formato
| Sencillo en CD |                 |          |  |
| N.º            | Título          | Duración |  |
| 1.             | «Dick Lips»     | 2:57     |  |
| 2.             | «Apple Shampoo» | 2:52     |  |
| 3.             | «Wrecked Him»   | 2:50     |  |
| 4.             | «Zulu»          | 2:07     |  |

- Datos: Q725808